# Oocorys sulcata
Oocorys sulcata är en snäckart som beskrevs av P. Fischer 1883. Oocorys sulcata ingår i släktet Oocorys och familjen hjälmsnäckor. Inga underarter finns listade i Catalogue of Life.